# Elián Stolarsky
Elián Stolarsky Cynowicz (Montevideo, Uruguay, 11 de diciembre de 1990) es una artista visual e ilustradora uruguaya recibida del Instituto Escuela Nacional de Bellas Artes el año 2015. Inclusive con incursiones y aportes en áreas tales como la poesía y el teatro ha explorado con su trabajo múltiples facetas de la vida e historia que la acontecen.

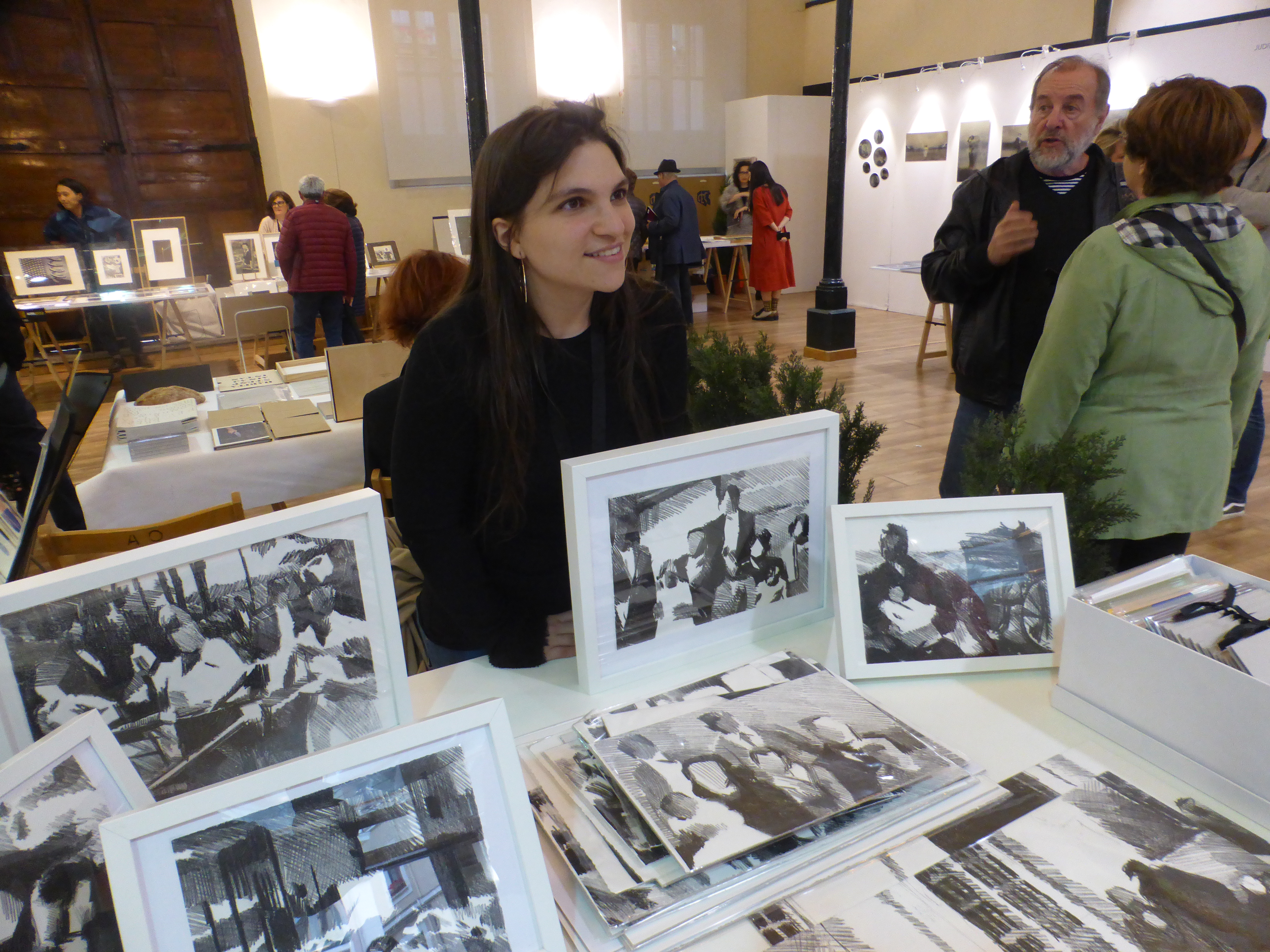
Elián Stolarsky en la feria Alma Gráfica 2019 de Oviedo, España.

## Biografía
Stolarsky Cynowicz nació el 11 de diciembre de 1990 en Montevideo, en el seno de una familia judía. Posee ascendencia polaca asquenazí y turca sefardí. Sus abuelos influenciarían a futuro su obra en la cual explora los orígenes de su familia como las afluencias culturales e históricas que han llevado al entorno social que se vive en la actualidad
Realizó estudios con distintos maestros como Fermín Hontou, Tunda Prada, Mayerling Wolf, Rimer Cardillo, Claudia Anselmi, Edgardo Flores y Carlos Musso, entre otros. Cursó Bellas Artes en la Universidad de la República y se recibió de animadora en Animation Campus. Ha participado en muestras individuales y colectivas en Uruguay, Brasil, México, Estados Unidos, Alemania y Bélgica.
A los 19 años, realizó su primera muestra individual, en el Espacio Cultural La Spezia.
Su obra ha sido adquirida tanto en colecciones privadas como en museos. Trabajó como animadora en el largometraje Anina y también como escenógrafa e ilustradora. Ha sido merecedora de varias residencias artísticas y premios.
En el año 2016 obtiene el máster con gran distinción en "Instalación y técnicas gráficas" en el Instituto KASK Conservatorium, en la ciudad de Gant, Bélgica. 
"Ha atravesado una ruta formativa -que no cesa- en la que múltiples inclinaciones se potencian mutuamente hacia hallazgos plásticos, aunque también en terrenos de filosofía, literatura, teatro, danza. El conjunto de su creación encuentra una simbiosis de intereses que se imbrican de manera persistente y rigurosa en el estudio experimental con distintos medios técnicos y materiales, en especial en técnicas de grabado, dibujo, pintura, a las que fueron incorporándose, con una atención creciente en la animación y en el arte textil. Su obra refiere a una investigación constante (o búsqueda personal- emocional) en la que Stolarsky se relaciona con su historia generacional, eslabonada en múltiples momentos que considera propios: con su país de nacimiento, con la procedencia de familiares inmigrantes." María Eugenia Grau, Curadora.
En 2018, con 27 años de edad, se convirtió en la artista más joven en realizar una muestra individual en el Museo Nacional de Artes Visuales, de Montevideo, Uruguay.

## Obras

Algunas de las obras realizadas a lo largo de su carrera.
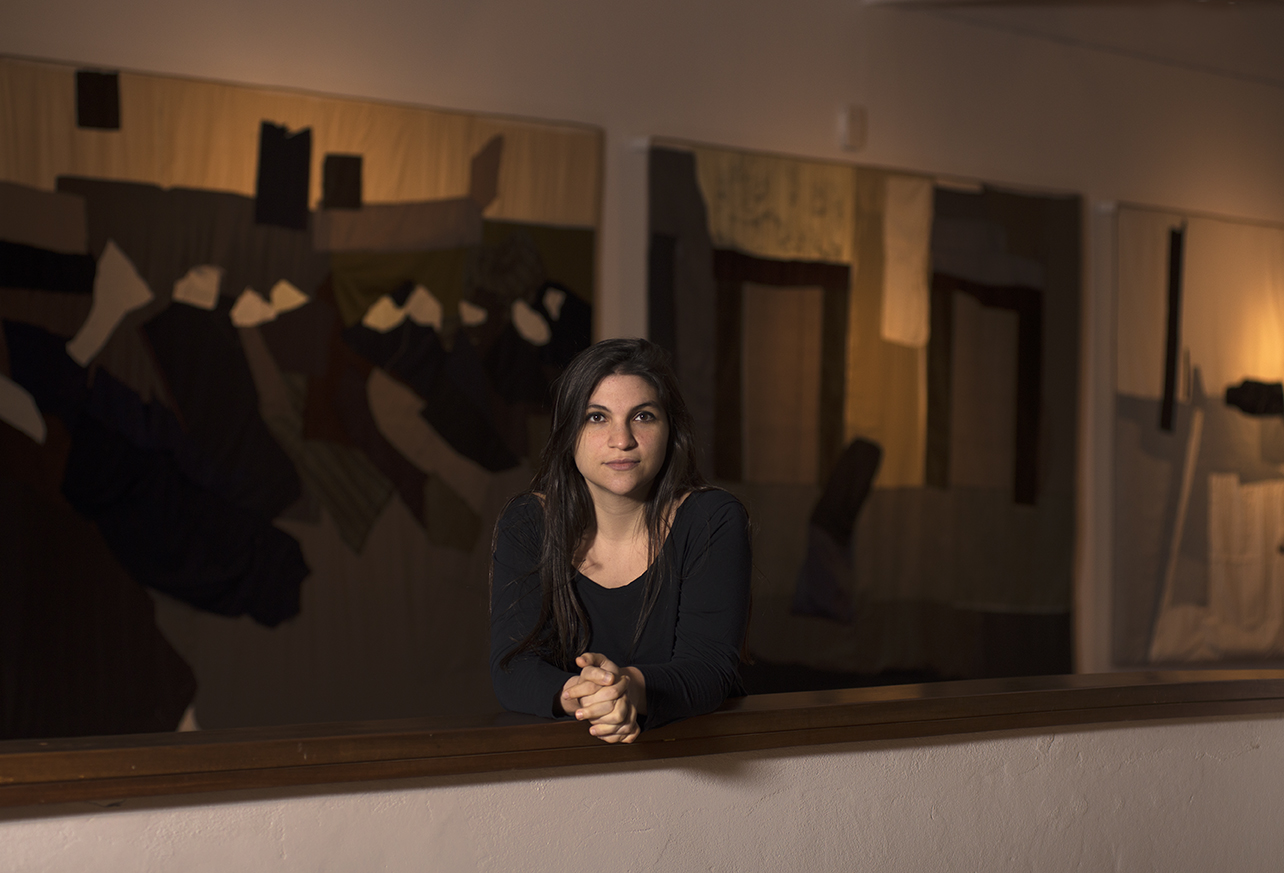
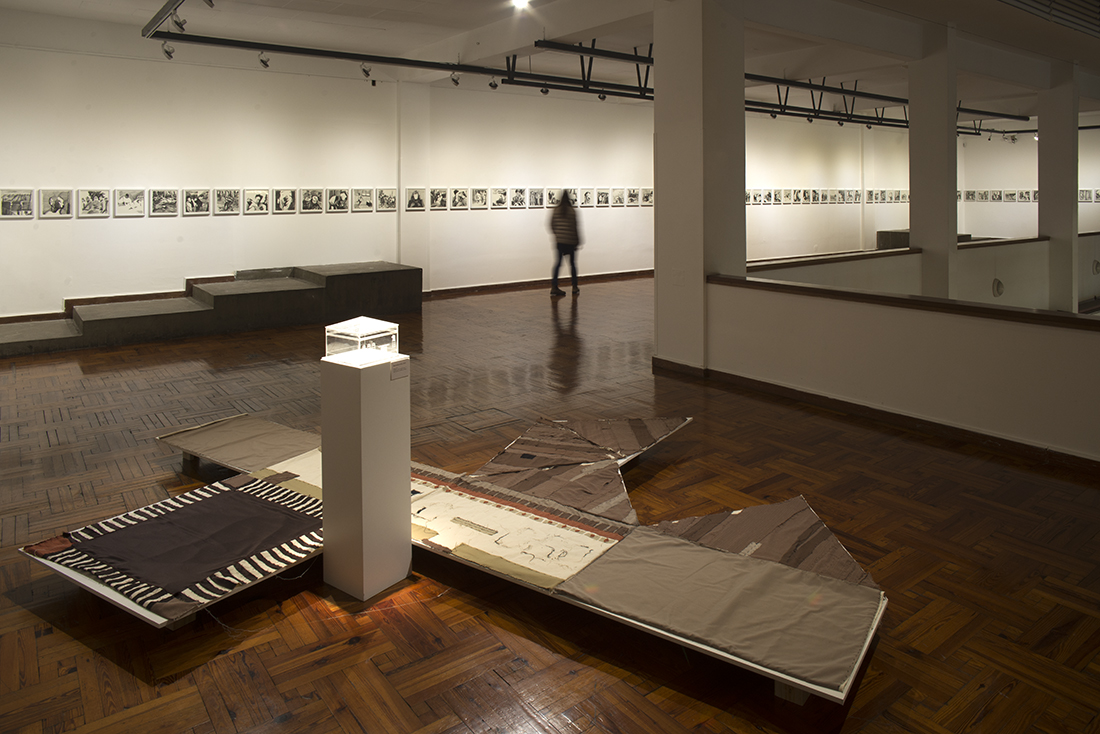
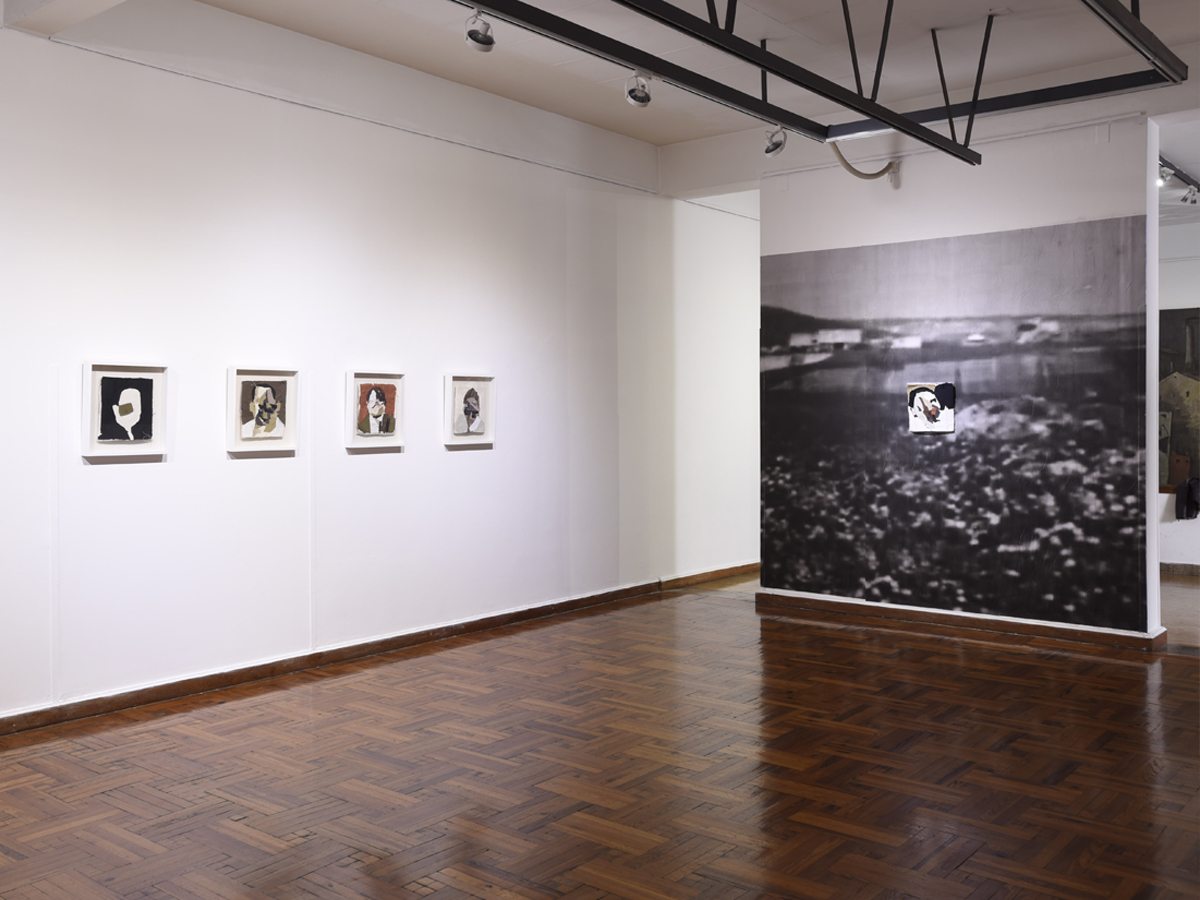
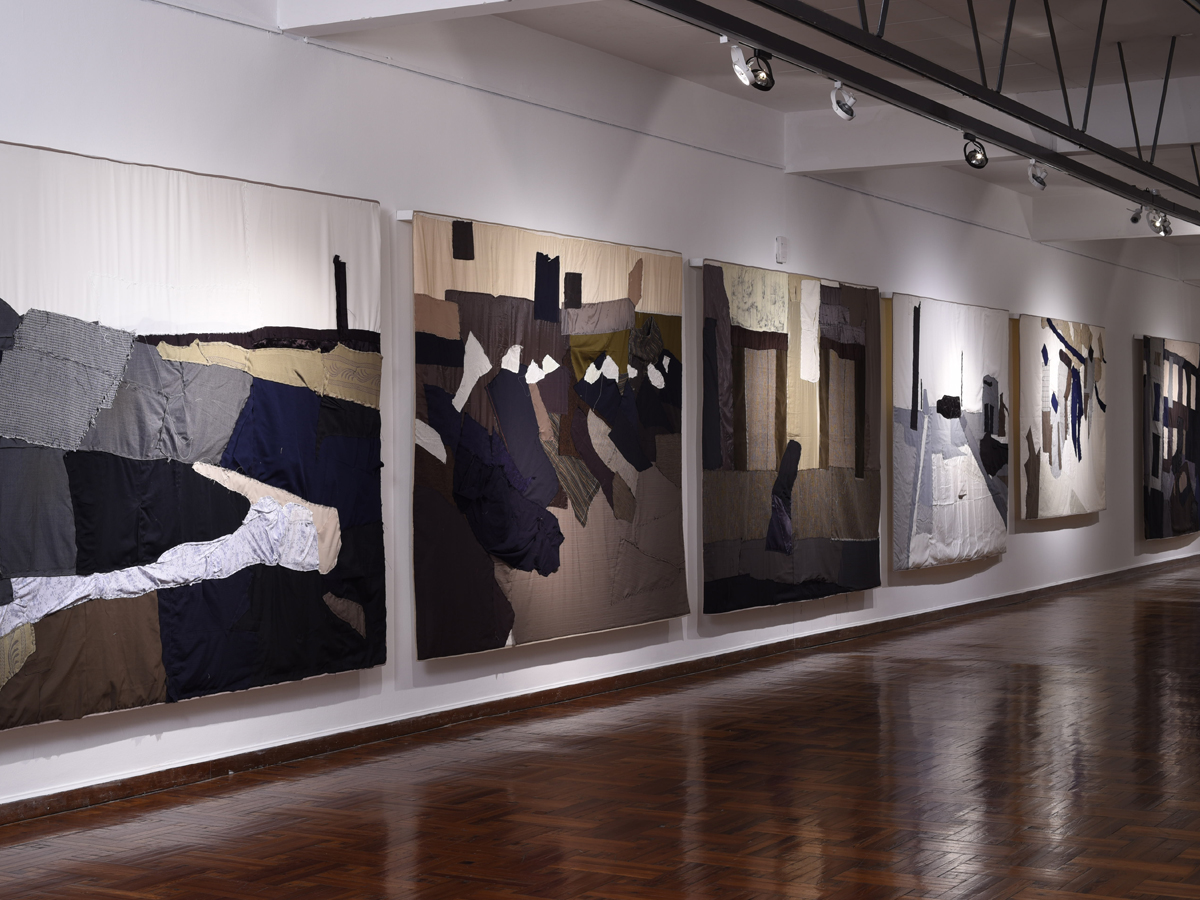
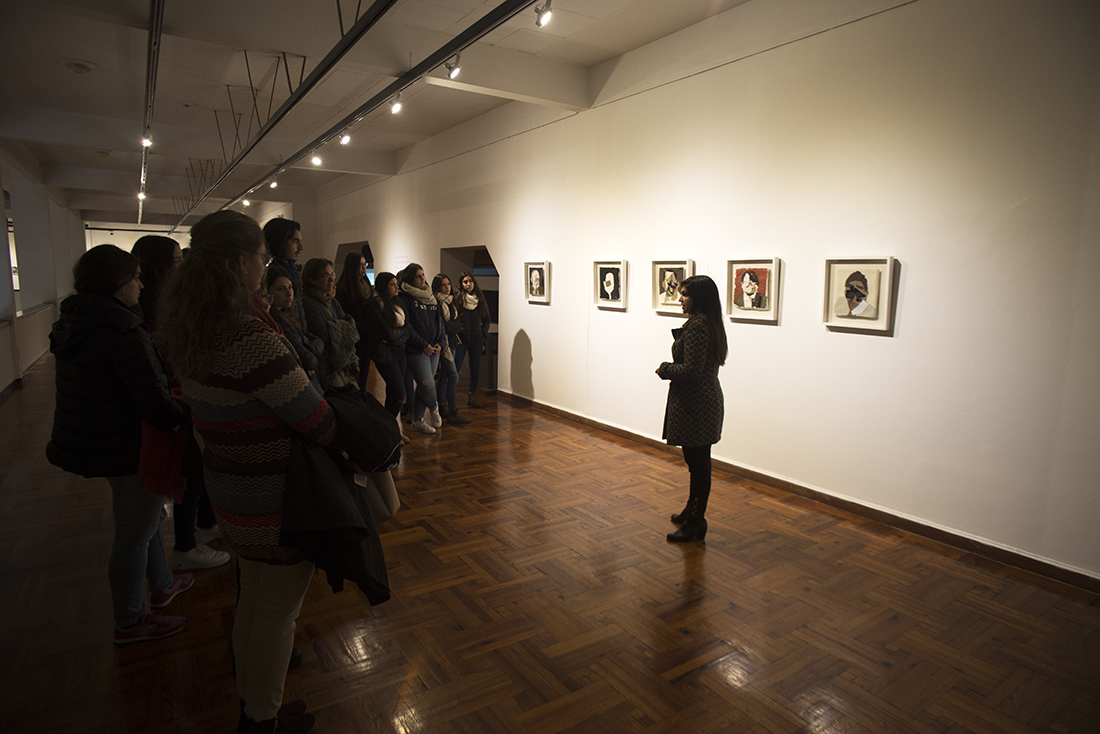
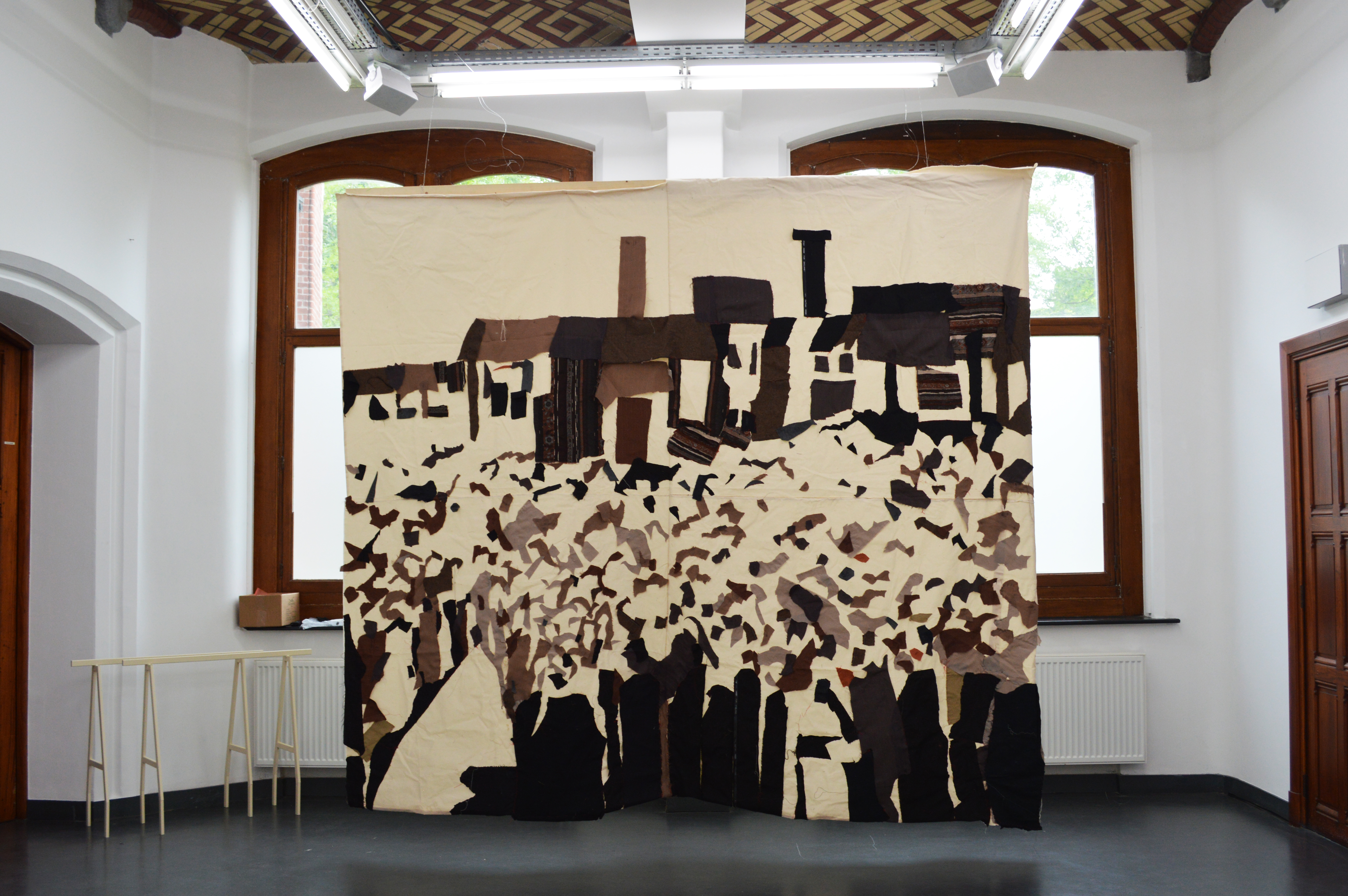
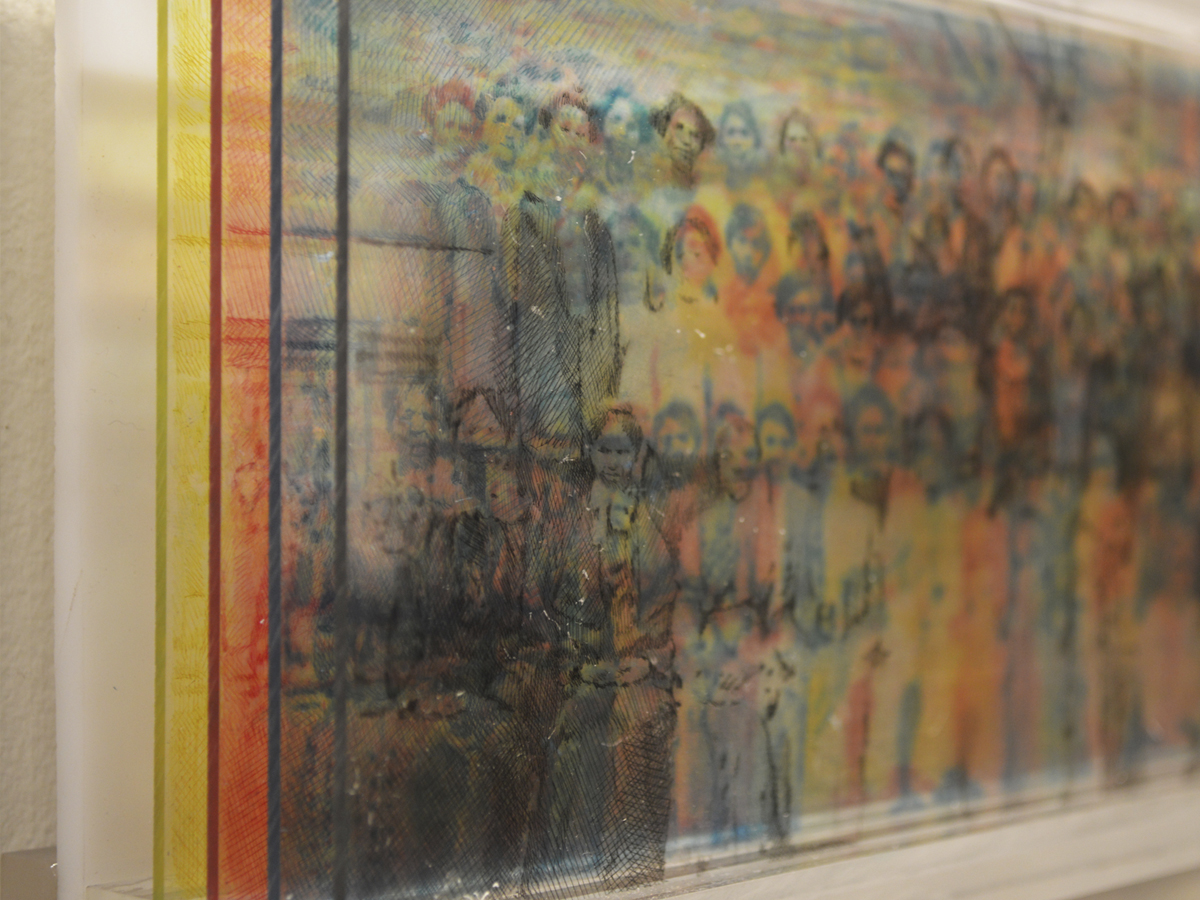
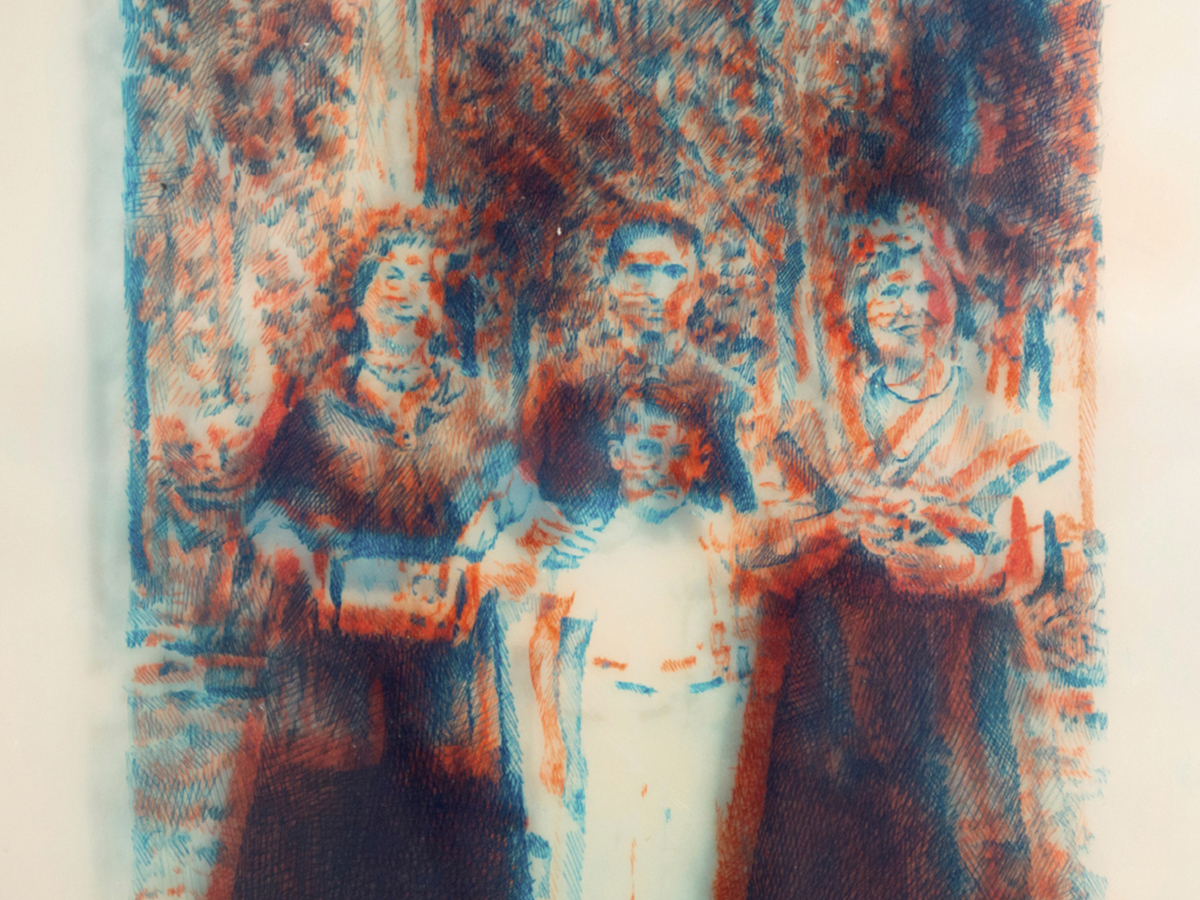
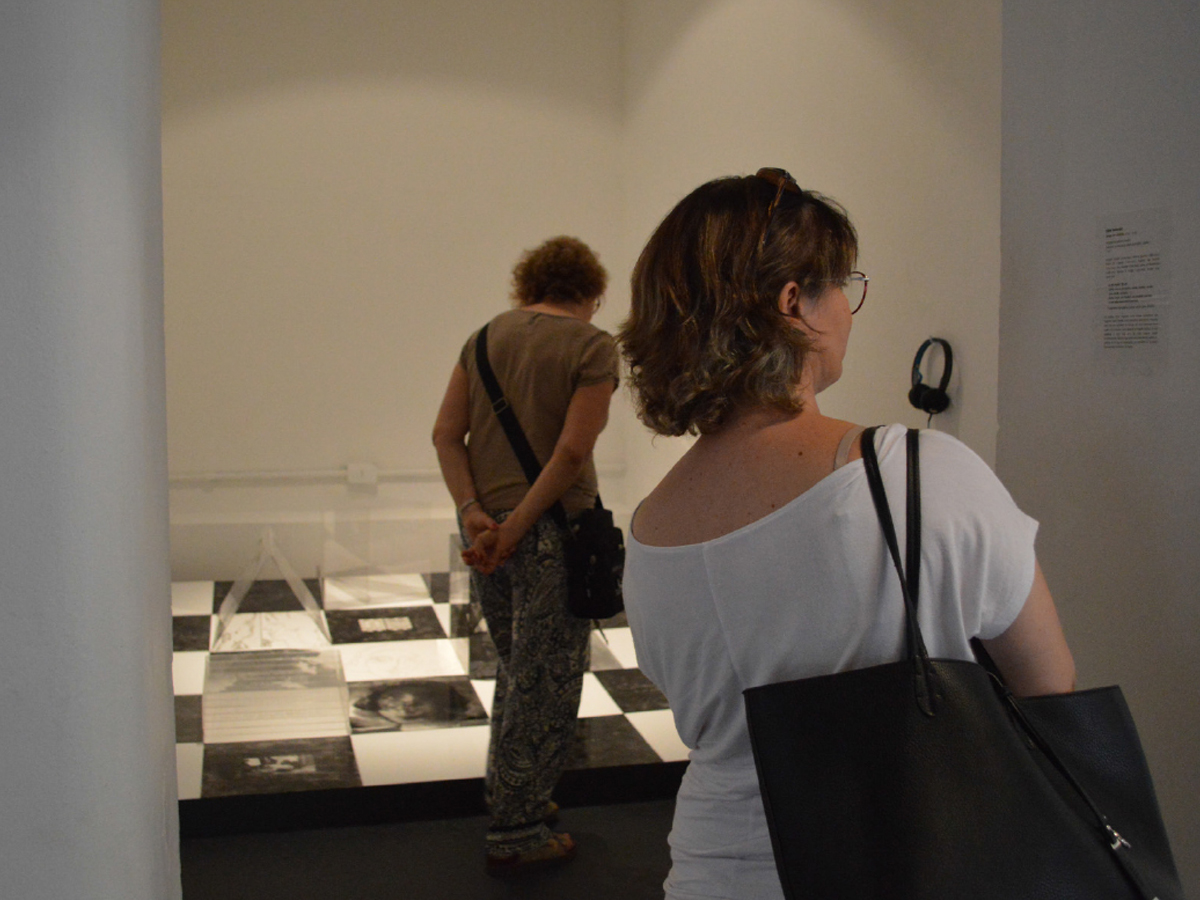
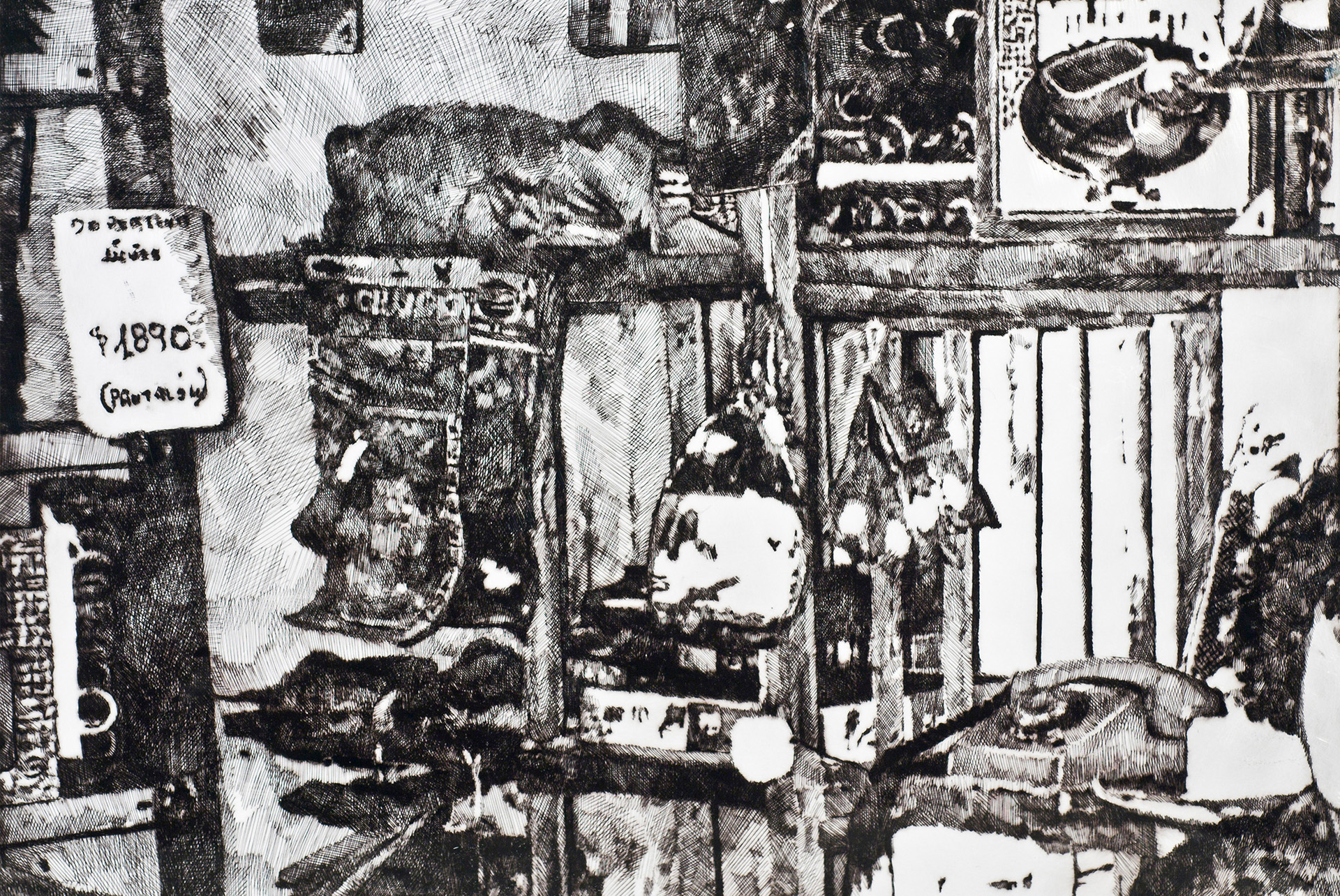
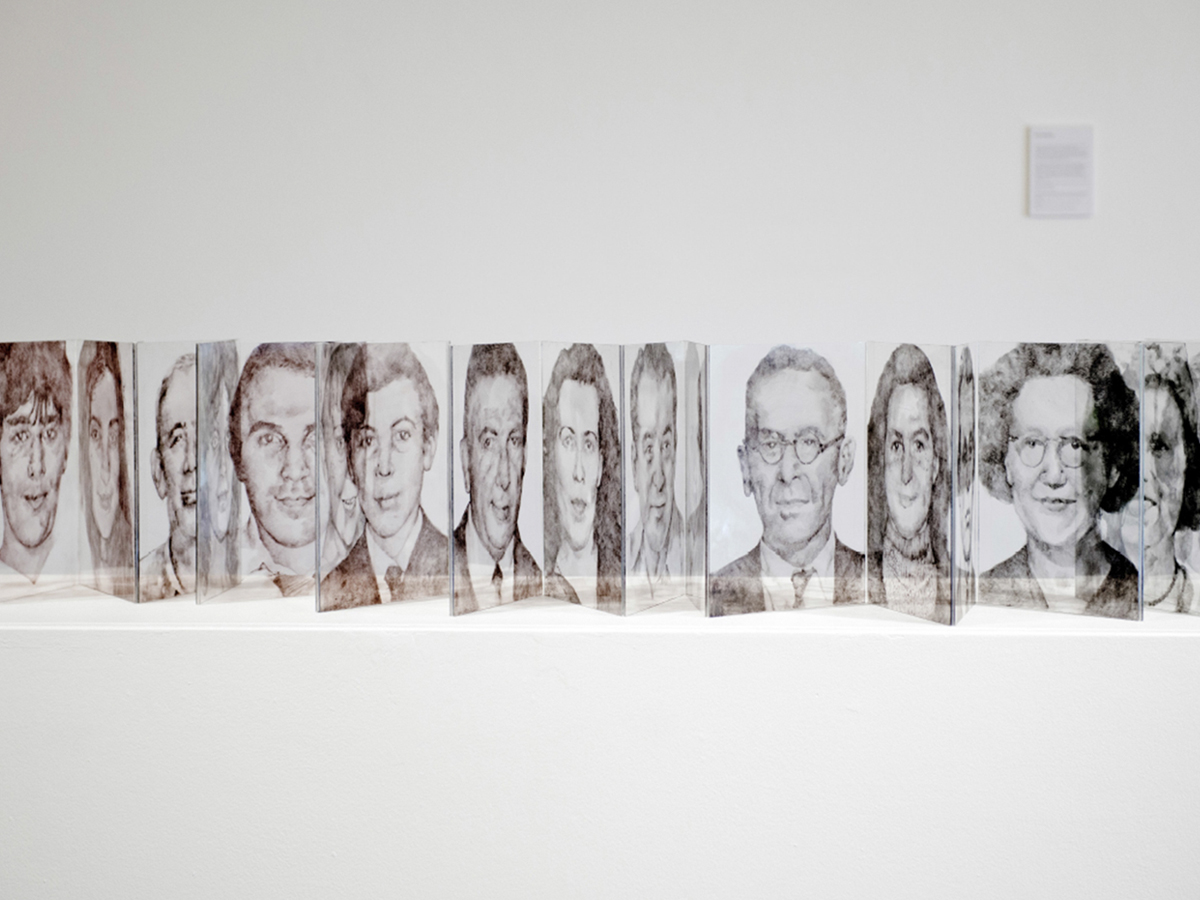
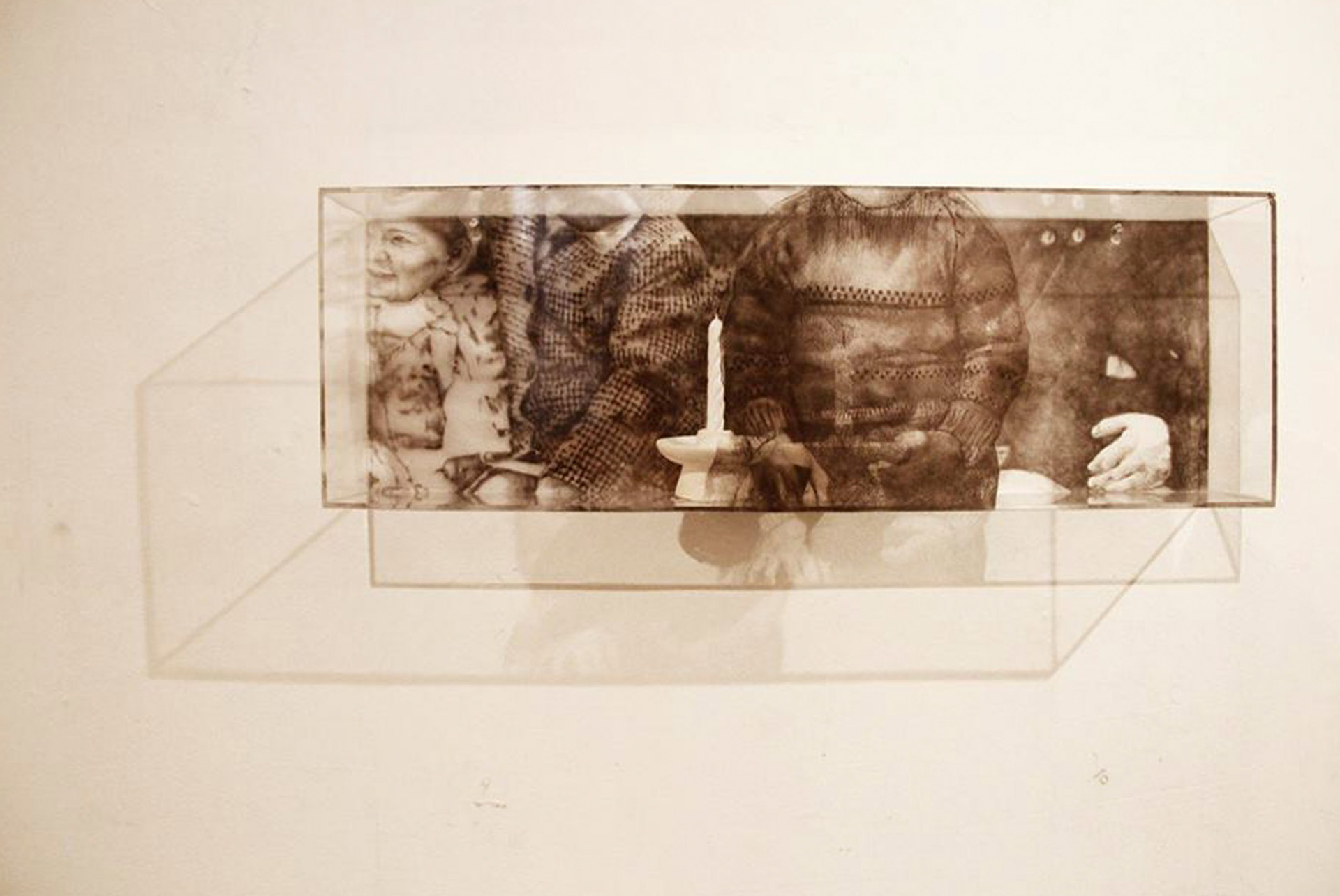
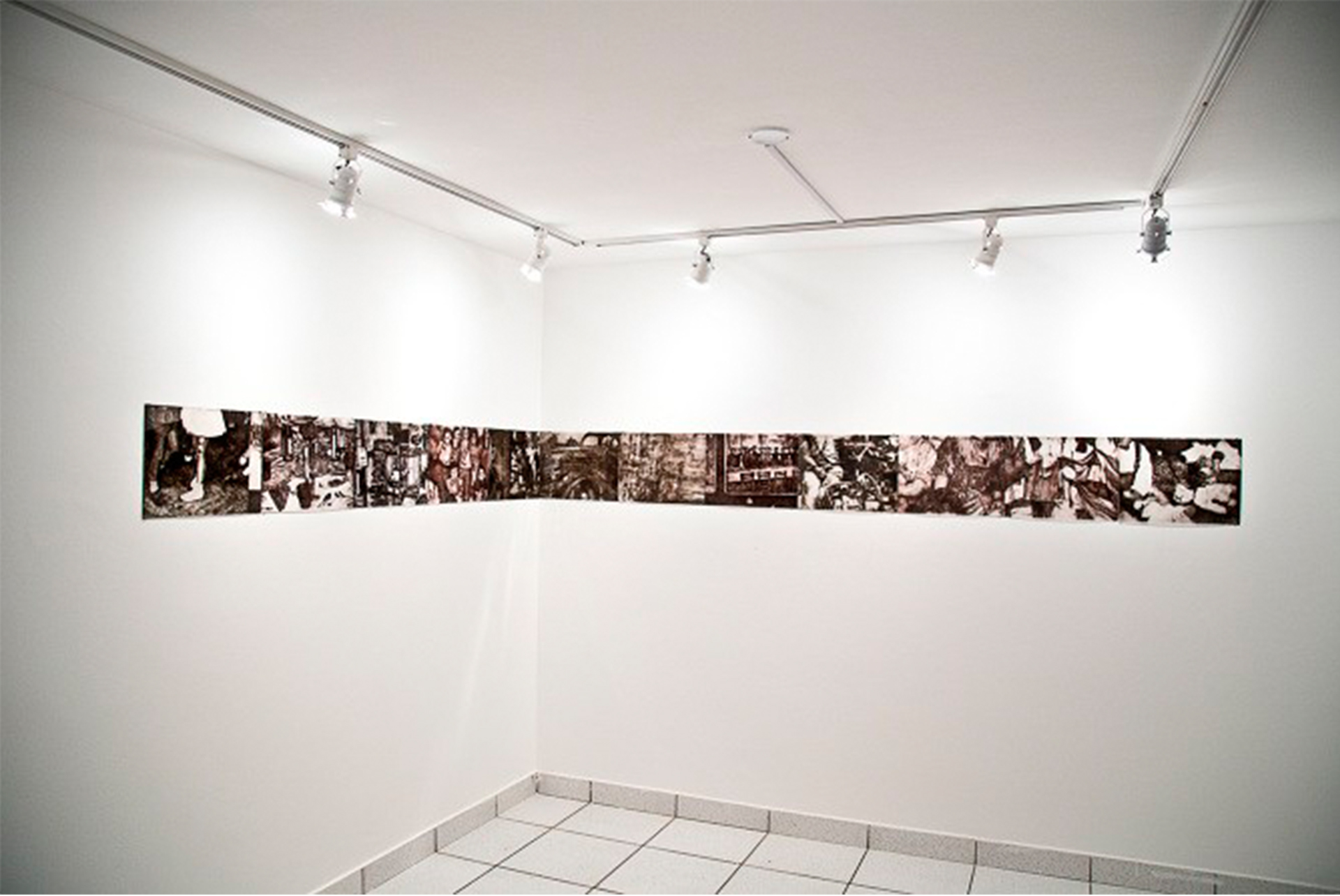
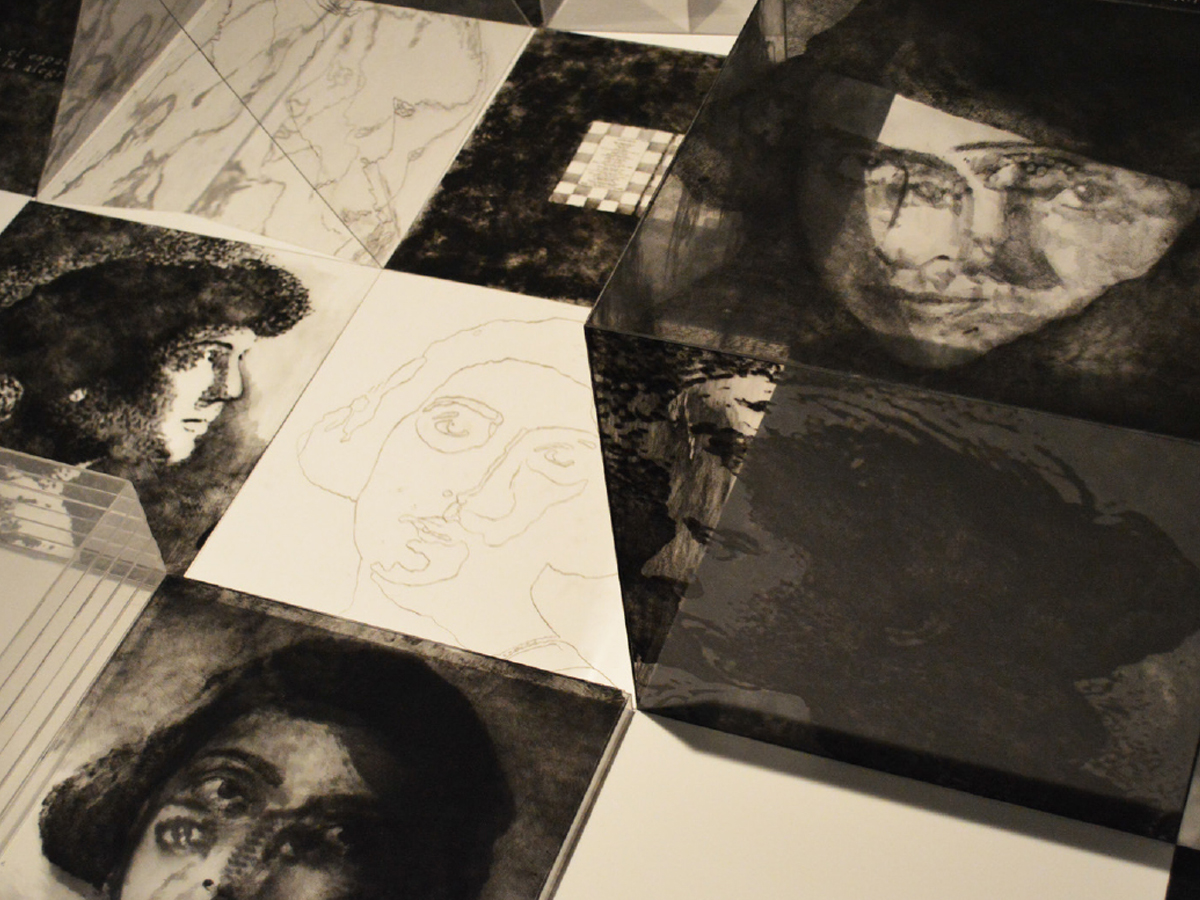
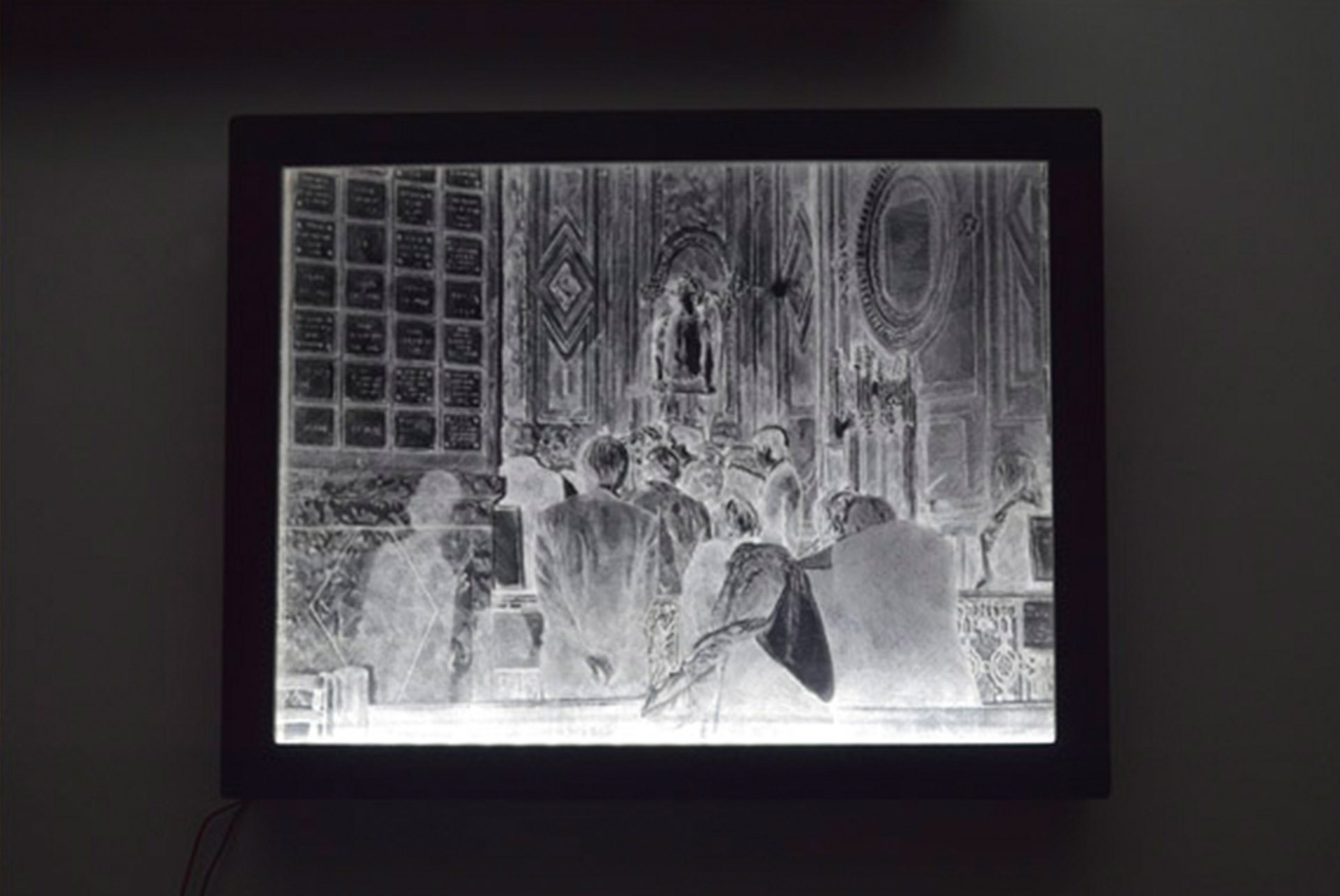
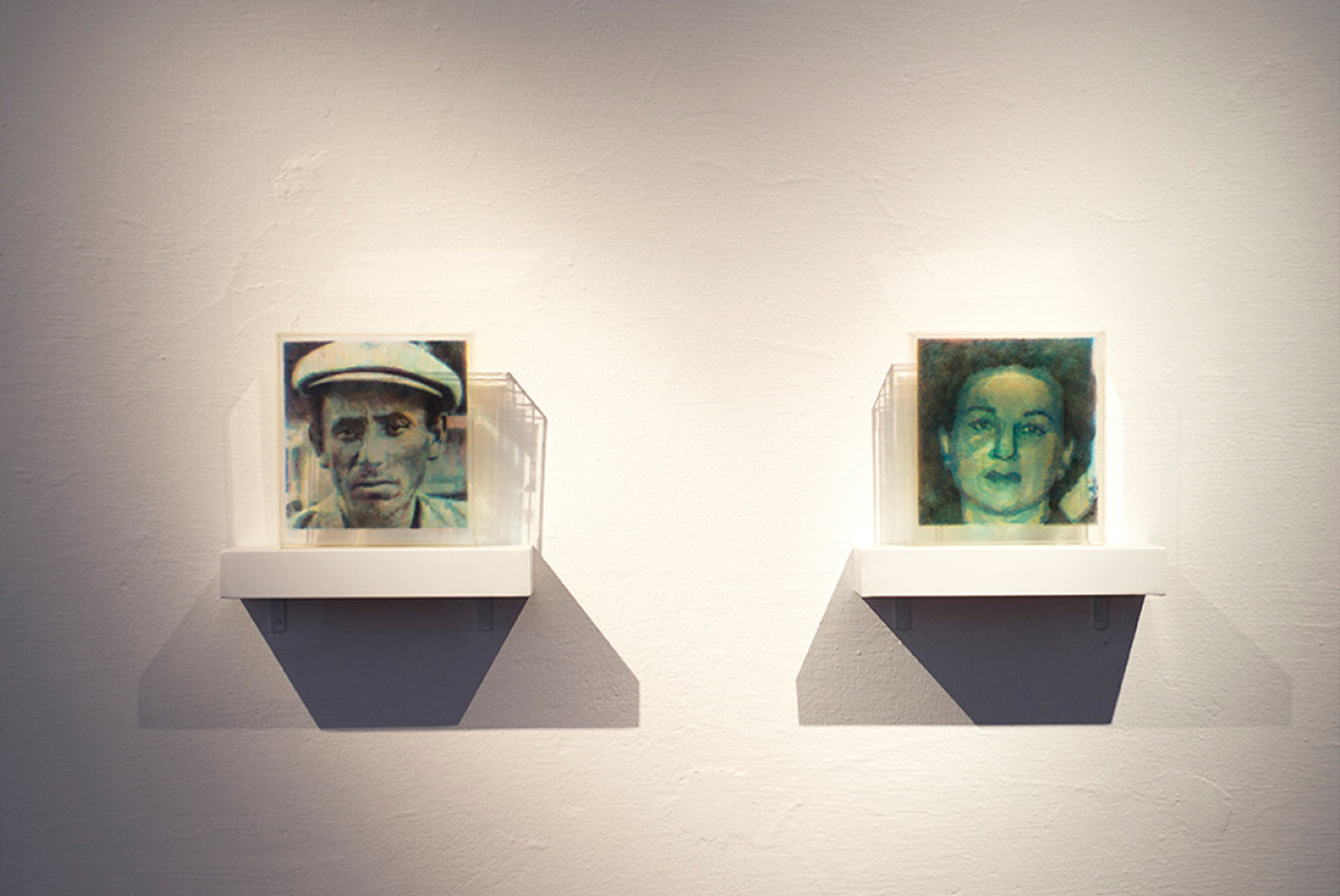
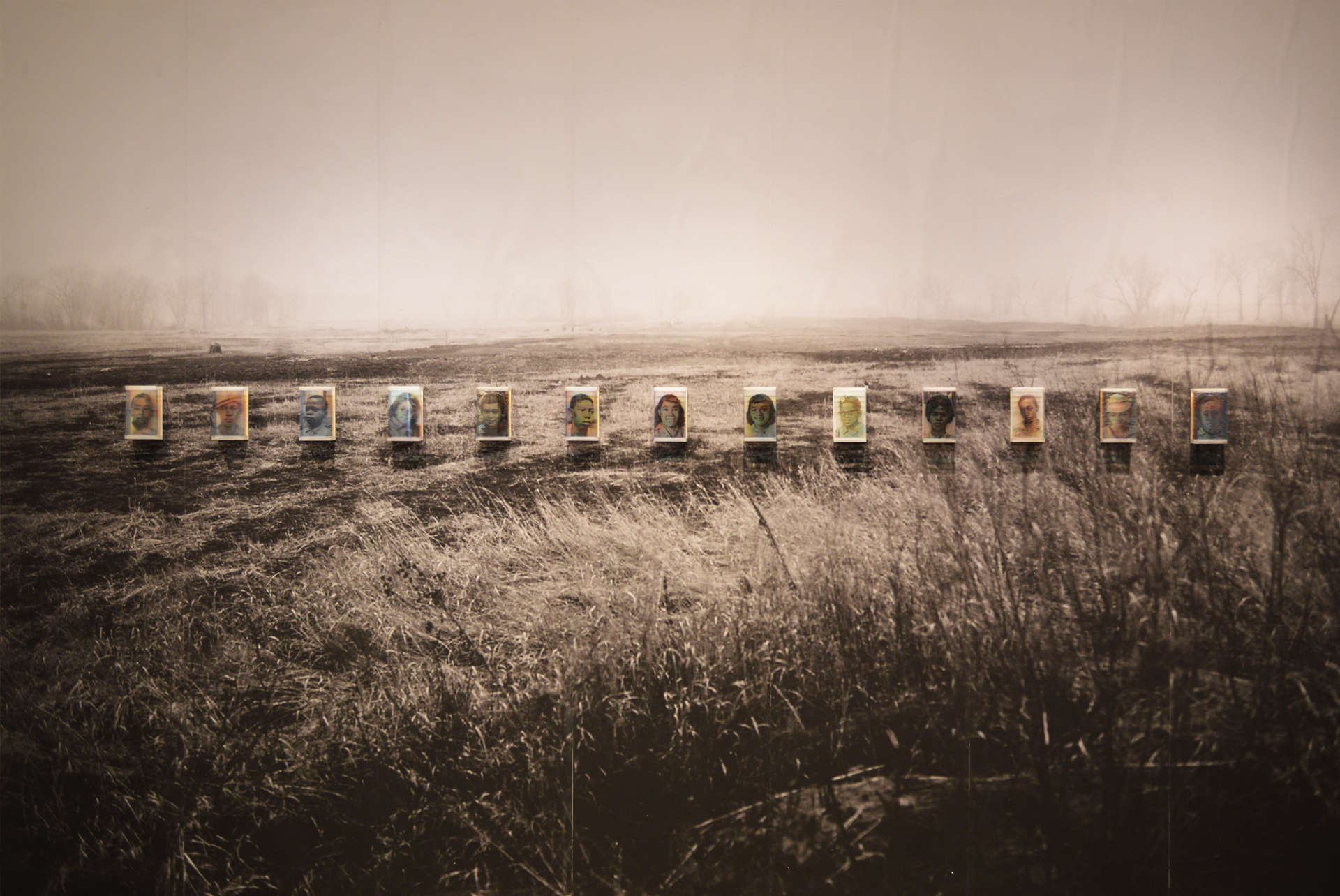
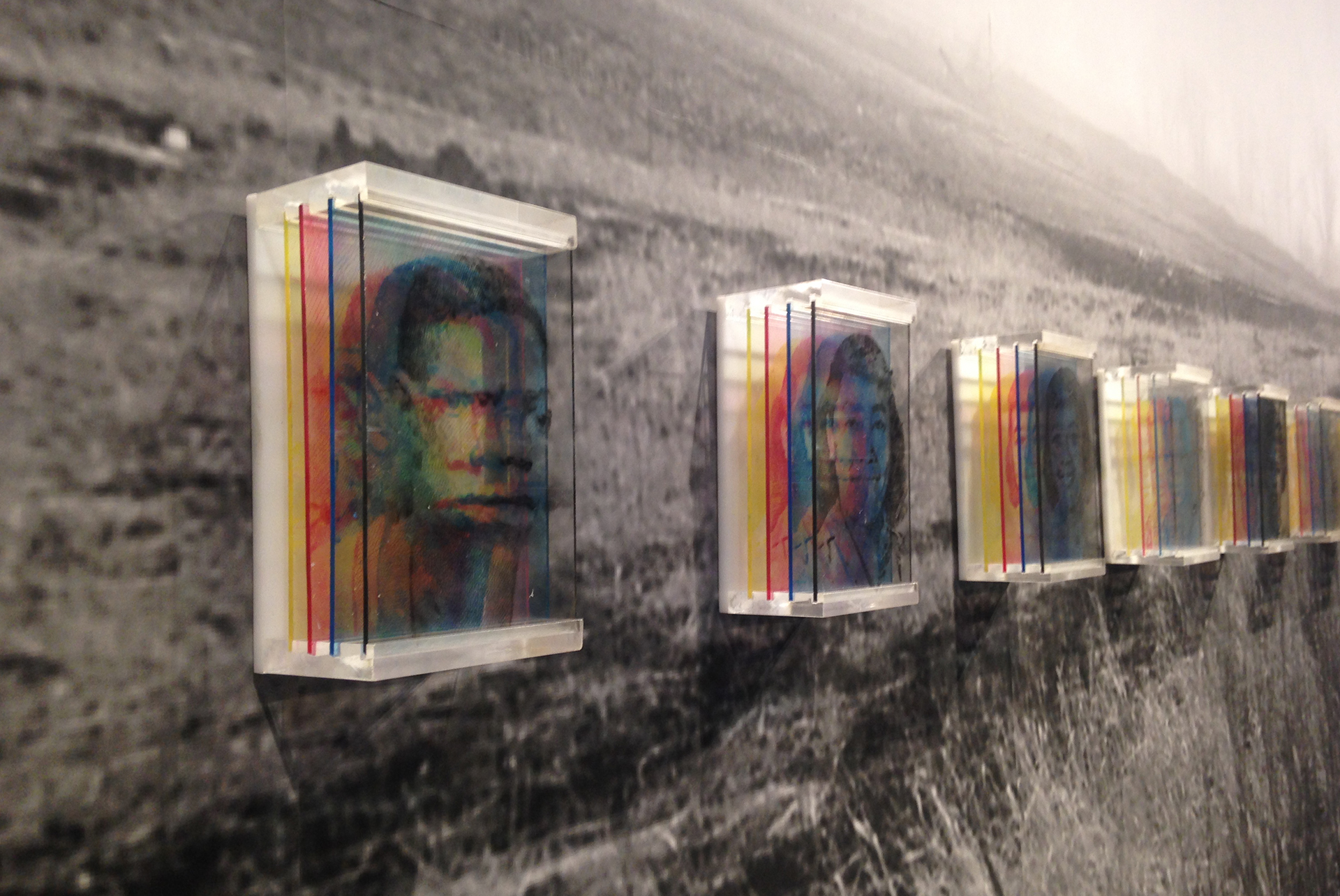
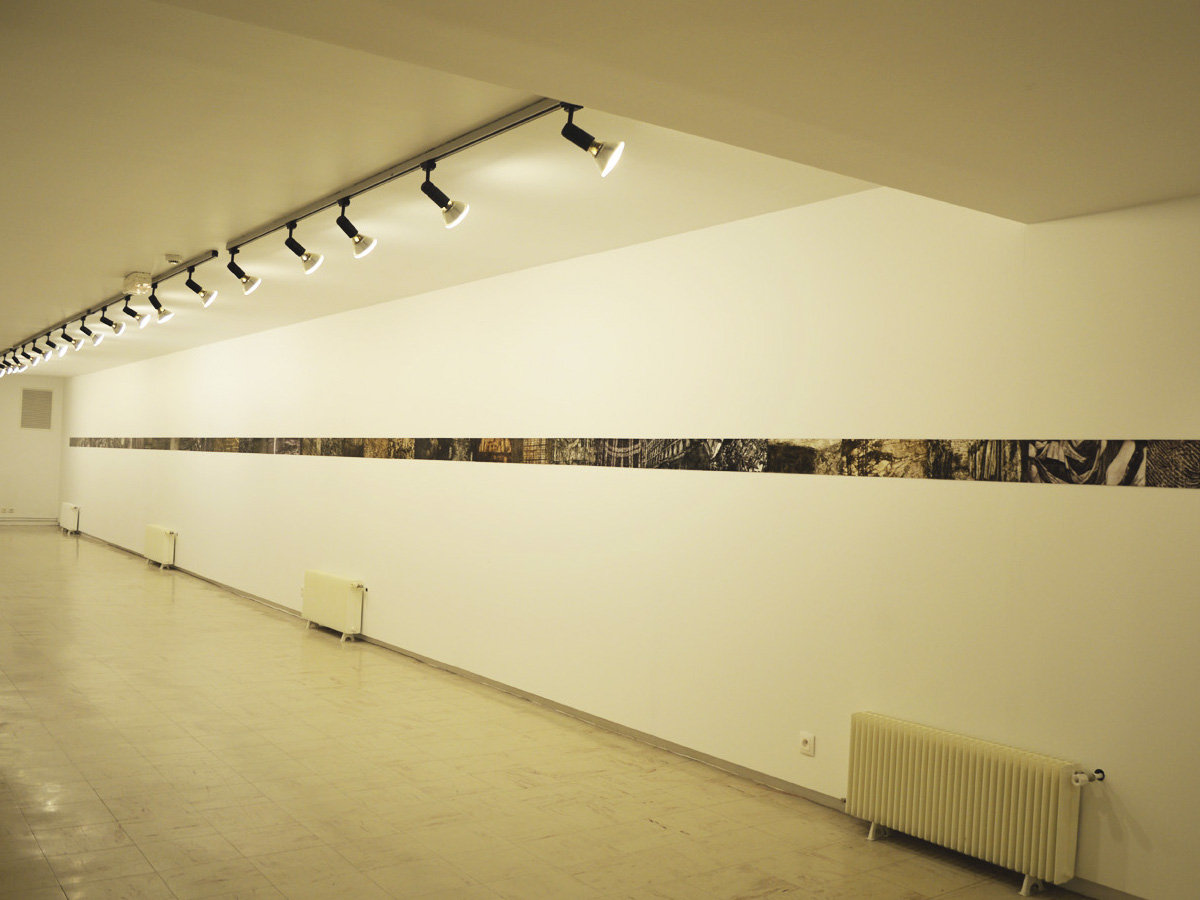
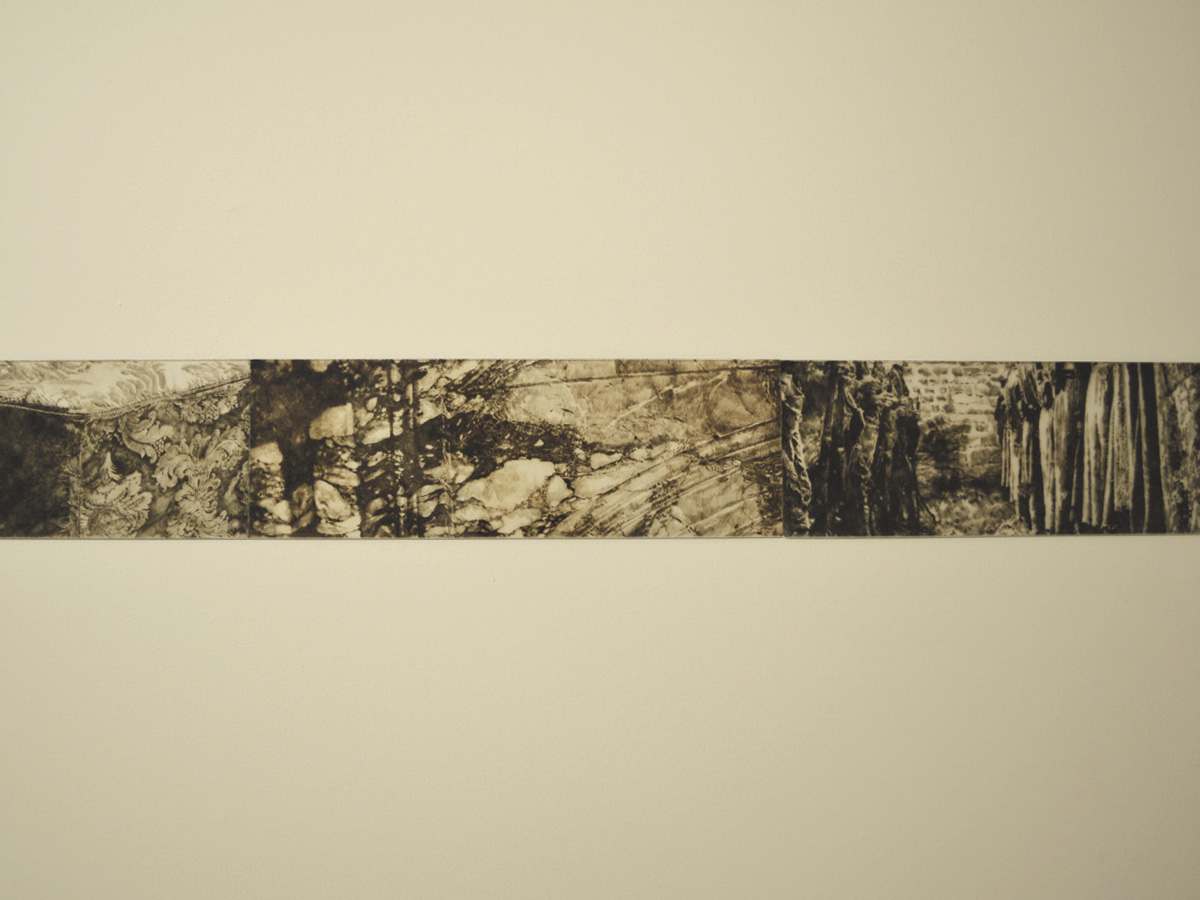
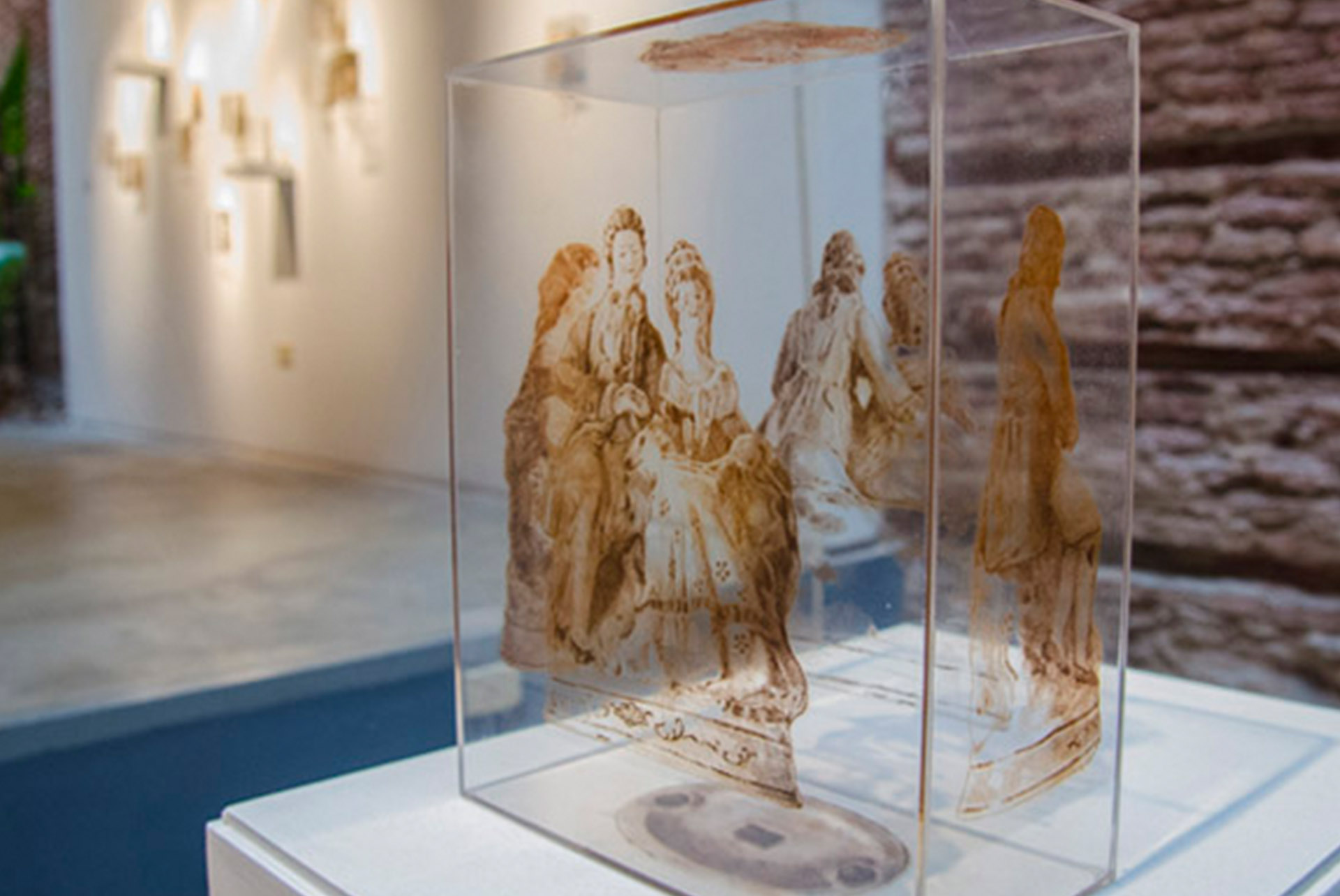
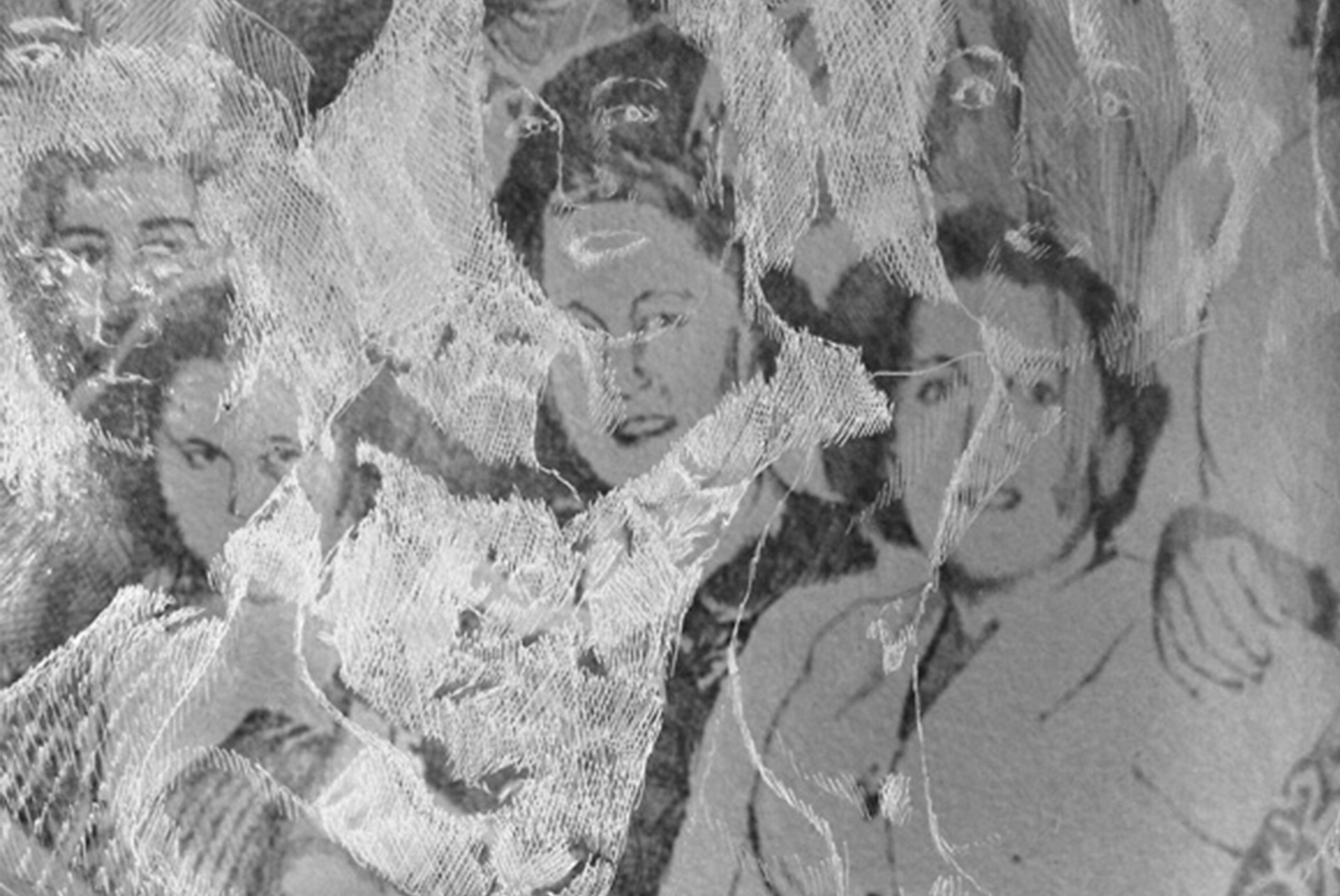
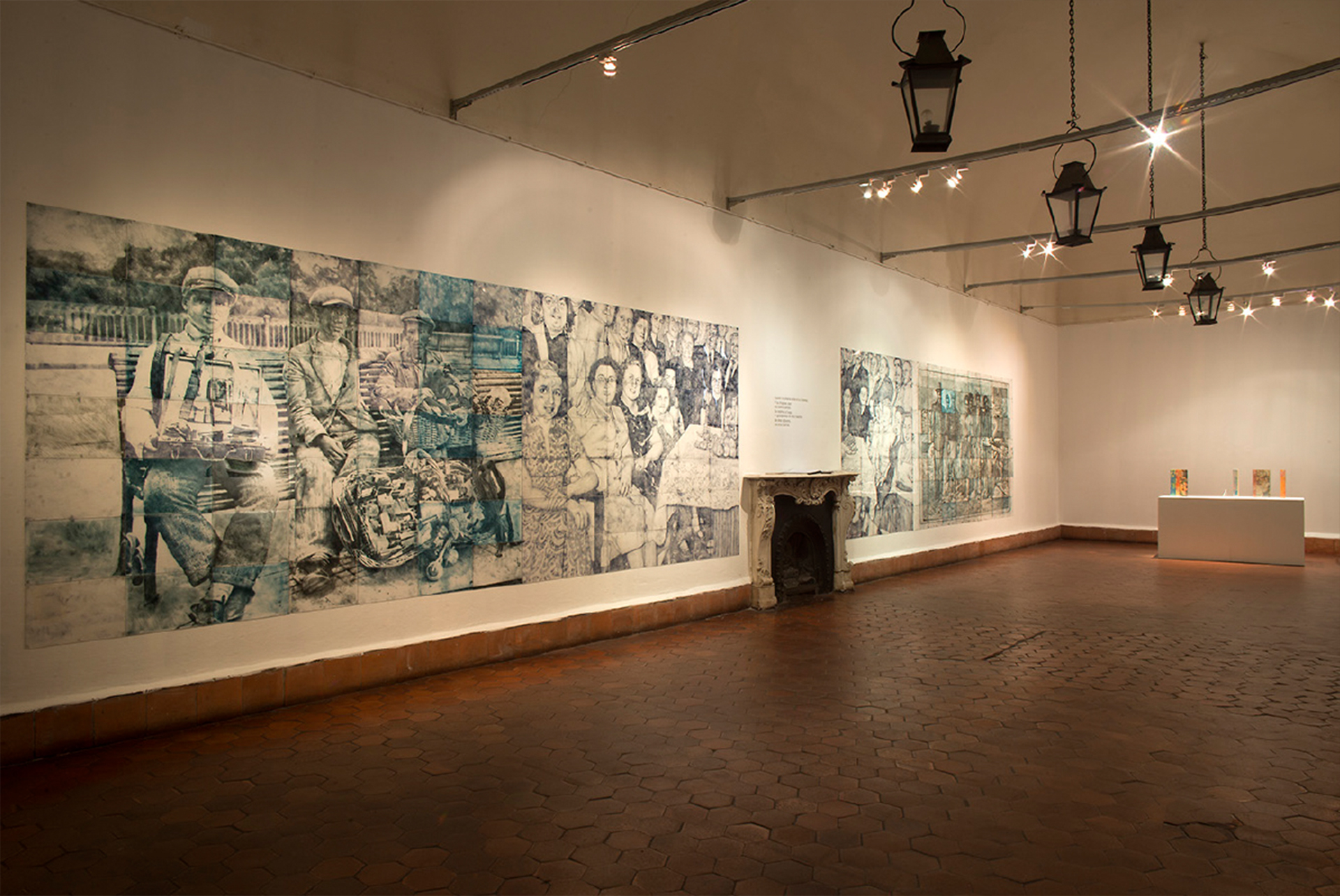

## Premios
- 2017 beca SEGIB para desarrollo de Investigación en Casa de Velázquez.
- 2016 beca Asylum Arts.
- 2015 beca Asylum Arts.
- 2014 Beca Goethe Institut Berlin.
- 2014 selecionada en el 56 Salón Nacional José Gamarra de Artes Visuales.
- 2013 Primer premio Paul Cézanne por decisión unánime del jurado.
- 2013 5.º premio Bienal de Salto, Uruguay.
- 2013 seleccionada para el Primer Salón de Otoño de Latinoamérica (Franco-brasilero);
- 2012 Beca Eduardo Víctor Haedo, Ministerio de Educación y Cultura de Montevideo, Uruguay